# Vera Panova
Pour les articles homonymes, voir Panova.
Vera Fiodorovna Panova (en russe : Ве́ра Фёдоровна Пано́ва), née le 7 mars 1905 (20 mars dans le calendrier grégorien) à Rostov-sur-le-Don, morte le 3 mars 1973  à Léningrad, est une écrivaine et scénariste soviétique de langue russe.

## Biographie
Vera est la fille d'un négociant appauvri (devenu plus tard comptable). Alors qu'elle n'a que cinq ans, son père se noie dans le Don. Avant la Révolution d'Octobre, elle avait fréquenté un lycée privé pendant quatre ans, mais son éducation est interrompue à cause des problèmes d'argent de sa famille.
À l'âge de 17 ans, elle commence à travailler comme journaliste dans un journal de Rostov Le Travail du Don, en publiant des articles sous le nom de V. Starosselskaïa (le nom de famille de son premier mari) et Vera Veltman. En 1933, elle commence à écrire des pièces de théâtre.
En 1935, son deuxième mari, Boris Vakhtine, journaliste à la Komsomolskaïa Pravda, est arrêté et emprisonné aux Solovki où il décède (la date exacte de sa mort est inconnue, probablement à la fin des années trente). Les autorités du GOULAG ne lui ont autorisé qu'une seule visite à Boris, qu'elle a décrite dans son histoire Svidanie (La Réunion). Elle essaie d'échapper aux Grandes Purges en se rendant dans le village ukrainien de Chichaki (oblast de Poltava) où vivent ses parents. Elle y écrit ses premiers travaux littéraires sérieux, les pièces Ivan Kosogor (1939) et Dans le Vieux Moscou (1940).
À partir de 1940, elle vit à Léningrad. L'avance inattendue de l'armée allemande la surprend dans Tsarskoïe Selo. Elle et sa fille sont déportées dans un camp de concentration près de Pskov, mais elles réussissent à s'enfuir à Narva, où elles vivent illégalement dans une synagogue en ruines. Elles rejoignent ensuite leur famille à Chichaki.
En 1943, après que les Allemands se sont retirés d'Ukraine, elle se rend à Perm (appelée Molotov à cette époque). Elle travaille pour un journal local et publie son premier roman La Famille de Pirojkov (rebaptisé plus tard Yevdokiya, à l'origine d'un film soviétique de 1961). En 1944, comme journaliste, elle reste deux mois dans un train hôpital, épisode dont elle a tiré son roman Spoutniki (1946 ; traduit sous le titre Le Train), qui remporte le prix Staline en 1947. Il existe un film soviétique Poezd Miloserdiya (Le Train de la clémence, 1965) et un autre film de la télévision Na vsyu ostavshuyuysya zhizn' (Pour le reste de sa vie, 1975) basés sur ce roman. Le scénario pour ce dernier film a été écrit par le fils de Panova, Boris Vakhtine.
Elle revient à Léningrad. En 1947 elle publie le roman Kroujilikha (Prix Staline en 1948) traitant des ouvriers travaillant dans une usine en Oural. En 1949, elle écrit le roman Yasny Bereg (Prix Staline en 1950) qui décrit la vie dans un kolkhoze.
Lors du dégel khroutchtchévien, elle écrit Vremena Goda (Les saisons, 1953) qui parle des relations de « pères » et de « fils » dans l'intelligentsia soviétique. En 1955, elle écrit le roman Serioja et, en 1958, un Roman sentimental, d'inspiration autobiographique. Ces deux romans sont, eux aussi, portés à l'écran.
Dans la dernière partie de sa vie, elle publie un grand nombre de nouvelles (surtout autobiographiques ou fondées sur l'histoire russe du XVIIe siècle), des pièces et des scénarios. Elle a aidé beaucoup d'auteurs plus jeunes qui deviendront célèbres plus tard, parmi eux Iouri Kazakov, Sergueï Dovlatov (son secrétaire pendant plusieurs années), Viktor Konetzky, Andreï Bitov et Viktor Goliavkine.
Son fils Boris Vakhtine (1930-1981) était un auteur russe dissident, fondateur du groupe Gorojane et auteur du récit La Douceur chardon de l'absinthe, traduit du russe par Anne Coldefy-Faucard, Editions Verdier, 2000.
Son troisième mari, David Dar (1910-1980), était un auteur de science-fiction.
Vera Panova meurt à Léningrad en 1973 ; elle est enterrée au cimetière de Komarovo près d'Anna Akhmatova.

## Œuvres

### Œuvres littéraires
(Traduites en français.)
- 1948 : Compagnons de voyage traduit par Madeleine Perus, Éditeurs français réunis
- 1948 : Kroujilikha traduit par Madeleine Perus, Éditeurs français réunis
- 1949 : Clair rivage traduit par Victoria Achères, Éditeurs français réunis
- 1953 : Les Saisons traduit par Madeleine Perus, Éditeurs français réunis
- 1955 : Serioja traduit par Robert Philippon, Éditeurs français réunis
- 1962 : Le roman sentimental traduit Madeleine Perus, Éditeurs français réunis
- 1970 : Nadia (Верность, Fidélité) pièce traduite par Georges Soria, Gallimard

### Scénarios
- 1960 : Serioja (Серёжа) réalisé par Gueorgui Danielia et Igor Talankine d'après son roman éponyme
- 1961 : Evdokia (Евдокия) réalisé par Tatiana Lioznova d'après son roman La famille de Pirojkov
- 1961 : Année bissextile (Високосный год) réalisé par Anatoly Efros d'après son roman Les saisons
- 1963 : Entrée dans la vie réalisé par Igor Talankine d'après ses récits Valia et Volodia
- 1964 : Le Train de la clémence réalisé par Iskander Khamrayev d'après son roman Satellites
- 1965 : Un village ouvrier (Рабочий поселок) réalisé par Vladimir Venguerov
- 1966 : Tôt le matin (Рано утром) réalisé par Tatiana Lioznova
- 1966 : Garçon et fille réalisé par Julius Veit
- 1967 : Quatre pages de la vie d'un jeune réalisé par Rezo Essadze d'après son roman Sacha
- 1969 : En voyant les nuits blanches réalisé par Julian Panitch, pièce de théâtre filmée pour la télévision
- 1974 : Retards de vol réalisé par Leonid Mariaguine pour la télévision
- 1975 : Pour le reste de sa vie réalisé par Piotr Fomenko, pour la télévision, d'après son roman Satellites
- 1976 : Romance sentimentale réalisé par Igor Maslennikov d'après son autobiographie éponyme

## Récompenses
- Prix Staline : 1947, pour le roman Compagnons de voyage
- Prix Staline : 1948, pour le roman Kroujilikha  réunis
- Prix Staline : 1950, pour le roman Clair rivage
- Ordre du Drapeau rouge du Travail : 1965

## Sources
- (en) Cet article est partiellement ou en totalité issu de l’article de Wikipédia en anglais intitulé « Vera Panova » (voir la liste des auteurs).